# تتسو کانائو
تتسو کانائو (انگلیسی: Tetsuo Kanao؛ زادهٔ ۲۹ سپتامبر ۱۹۵۰) بازیگر، و صداپیشه اهل ژاپن است. وی از سال ۱۹۷۷ میلادی تاکنون مشغول فعالیت بوده‌است.